# Misumena viridans
Misumena viridans är en spindelart som beskrevs av Cândido Firmino de Mello-Leitão 1917. 
Misumena viridans ingår i släktet Misumena och familjen krabbspindlar. Inga underarter finns listade i Catalogue of Life.